# 蝘蜓座η
蝘蜓座η，又名CP-78 372，HD 75416、SAO 256543、HR 3502，是蝘蜓座的一颗恒星，视星等为5.47，位于銀經292.4，銀緯-21.65，其B1900.0坐标为赤經8h 44m 43.7s，赤緯-78° -21.65′ 1″。